# Pseudogekko compressicorpus
Pseudogekko compressicorpus är en ödleart som beskrevs av  Taylor 1915. Pseudogekko compressicorpus ingår i släktet Pseudogekko och familjen geckoödlor. IUCN kategoriserar arten globalt som livskraftig. Inga underarter finns listade i Catalogue of Life.